# Данія та євро
Данія використовує крону як свою валюту і не використовує євро, домовившись про право відмовитися від участі відповідно до Маастрихтської угоди 1992 року. У 2000 році уряд провів референдум щодо введення євро, який зазнав поразки: 46,8% проголосували «за» і 53,2% — «проти». Данська крона є частиною механізму ERM II, тому її обмінний курс прив’язаний до 2,25% євро.
Більшість великих політичних партій у Данії виступають за введення євро, і ідея повторного референдуму висловлювалася кілька разів з 2000 року. Однак деякі важливі партії, такі як Данська народна партія, Соціалістична народна партія та Червоно-зелений альянс, не підтримують приєднання до валюти. Опитування громадської думки показали коливання підтримки єдиної валюти з більшістю за кілька років після фізичного введення валюти. Однак після фінансової кризи 2008 року підтримка почала падати, а наприкінці 2011 року підтримка євро впала у світлі ескалації європейської кризи суверенного боргу.
Данія межує з одним членом єврозони, Німеччиною, і одним членом ЄС, який зобов'язаний прийняти євро в майбутньому, але наразі не планує цього робити, Швецією.

## Поточний статус – ERM II
У процесі ратифікації Маастрихтського договору в 1992 році уряд Данії провів референдум відповідно до конституційних вимог. Конституція Королівства Данія вимагає схвалення 5/6 парламенту у разі передачі суверенітету, див. ст. 20 Грундловена. Якщо ця вимога не буде виконана, необхідно буде провести референдум. За результатами референдуму 50,7% населення проголосували проти ратифікації Маастрихтського договору, тоді як лише 49,3% проголосували за. Буржуазний коаліційний уряд Данії в 1992 році, що складався з консерваторів, аграрних лібералів і соціал-демократів, мав приблизно 80% місць у данському парламенті (Фолькетінг), і тому вважав, що референдум легко буде схвалений, але не так.
Ратифікація Маастрихтського договору мала бути одностайним рішенням усіх держав-членів ЄС, тому данське «ні» становило важливе питання для подальшого процесу інтеграції. Данія була не єдиною країною, яка провела референдум щодо ратифікації Маастрихтського договору. У Франції була невелика більшість за договір, і населення Ірландії також проголосувало за ратифікацію Договору. Данське «ні» та французьке «petit oui» відомі в наукових колах як розмивання вседозволеного консенсусу щодо громадської підтримки європейської інтеграції. У роки після Маастрихту європейська інтеграція зіткнулася з більшим політичним контролем, і проінтеграційні політики більше не могли покладатися на дифузну підтримку.
Рішення щодо відсутності громадської підтримки подальшої європейської інтеграції в Данії відоме як «Національний компроміс». 7 із 8 партій у парламенті Данії об’єдналися на підтримку цієї пропозиції. Основна частина національного компромісу складалася з прохання про 4 відмови: громадянство Союзу, спільна безпека та оборона, правосуддя та внутрішні справи та участь в останній фазі Європейського валютного союзу. На саміті Європейської ради 11-12 грудня 1992 року в Единбурзі європейські лідери погодилися з цими чотирма виключеннями.
Сьогодні Данія натомість бере участь у Механізмі обмінних курсів II (ERM II) із діапазоном коливань ±2,25%. ERM II – це режим фіксованого обмінного курсу, при якому країни-учасниці повинні будуть дотримуватися рівня обмінного курсу євро. ERM II — це режим фіксованого обмінного курсу, у якому валюта Данії та валюти інших країн-учасниць прив’язані до євро. На даний момент Данія є однією з трьох країн-учасниць ERM II.
Ця політика знаменує собою продовження ситуації, яка існувала з 1982 по 1999 роки щодо німецької марки, яка забезпечувала подібну опорну валюту для крони.
Крона була частиною механізму ERM II з 1 січня 1999 року, коли вона замінила оригінальний ERM. Це означає, що потрібно торгувати в межах 2,25% з обох боків від визначеного курсу 1 євро, що дорівнює 7,46038 крон (що робить нижній курс 7,29252 і верхній курс 7,62824). Цей діапазон, 2,25%, є вужчим, ніж діапазон у 15%, який використовується для більшості учасників ERM II. Проте курс втримався в межах 0,5% від визначеного курсу, навіть менше встановлених меж.
У ERM II національний центральний банк, Danmarks Nationalbank, і ЄЦБ зобов’язуються підтримувати стабільність данської валюти в межах заданого діапазону коливань. Коли данська валюта виходить за межі узгоджених лімітів, внутрішній Центральний банк повинен втрутитися, поки рівень не повернеться в діапазон коливань. ЄЦБ також зобов’язаний втрутитися, якщо національний центральний банк не в змозі.
Обмінний курс євро визначається попитом і пропозицією данської валюти відносно євро. Щоб уникнути виходу за межі коливань, вітчизняний Центральний банк має два інструменти для регулювання грошової маси та обмінного курсу. Першим інструментом є інтервенція шляхом купівлі та продажу валюти для регулювання доступного рівня грошей. Другий інструмент – коригування процентної ставки.
Європейський центральний банк проводить монетарну політику незалежно від національних урядів країн єврозони та має на меті стабільність цін. Це означає, що країни ERM II, а також країни EMU відмовляються від суверенітету в монетарній політиці, щоб натомість мати стабільність цін. Коли уряди втрачають автономію в монетарній політиці, вони втрачають здатність реагувати на внутрішні економічні потрясіння. Валюта Данії прив'язана до валюти єврозони, яка не є оптимальною валютною зоною, оскільки країни-учасниці мають асиметричні бізнес-цикли. Таким чином, грошово-кредитна політика, яка проводиться в єврозоні, не обов'язково сприяє економічній ситуації в Данії. Метою політики збереження політики фіксованого обмінного курсу є збереження стабільного економічного розвитку та стабільних цін. Стабільність цін може призвести до низької інфляції. Політика фіксованого обмінного курсу на основі євро створює основу для низької інфляції в довгостроковій перспективі. Роль ЄЦБ визначена в Договорах, і головною метою грошово-кредитної політики має бути стабільність цін. ЄЦБ визначив цінову стабільність як щорічне зростання споживчих цін нижче, але близько до 2% у середньо- та довгостроковій перспективі. Політика ЄЦБ значною мірою залежить від політики Бундесбанку Німеччини, тому головною метою ЄЦБ є стабільність цін і незалежність від національних урядів.
Втрата автономії у монетарній політиці в Данії незначна, оскільки Данія мала фіксований обмінний курс після закінчення Другої світової війни та брала участь у кількох системах валютного співробітництва. Таким чином, прийняття ERM II не є зміною в цьому сенсі або втратою автономії в монетарній політиці, оскільки вона була обмежена з моменту створення Бреттон-Вудської системи. Через ЄС і ERM II Данія навіть отримала більший вплив у процесі прийняття рішень, ніж у попередніх монетарних системах. Незважаючи на те, що голова центрального банку Данії не бере участі в керівній раді ЄЦБ, де формулюються та приймаються монетарна політика та керівні принципи, у Данії є інші канали впливу. Навіть якби Данія мала місце в керівній раді ЄЦБ, вона не обов’язково отримала б більше впливу. Невеликі країни-члени в керівній раді ЄЦБ загалом не можуть розраховувати, що вони отримають еквівалентне слово порівняно з більшими членами через неформальні правила та практику. Міністр фінансів Данії бере участь у раді ECOFIN у Раді Європейського Союзу, тому має певні взаємодії з іншими країнами єврозони та бере участь у процесі прийняття рішень у цій установі. Тенденція до того, що теми ECOFIN дедалі більше переносять і, отже, більше обговорюються на зустрічах Єврогрупи, отже, знову є обмеженням для впливу Данії на монетарні рішення. Данія не бере участь у зустрічах Єврогрупи, але бере участь у підготовчих зустрічах до та зустрічах після фактичної зустрічі Єврогрупи. Данія зацікавлена в отриманні інформації, оскільки рішення на цих зустрічах також вплинуть на економіку Данії. Інші канали впливу та взаємодії з іншими офіційними особами можна здійснювати через структуру ЄСЦБ, МВФ, ОЕСР та комітети ЄЦБ, у яких також бере участь Центральний банк Данії. Ця участь у комітетах ЄЦБ є важливою, як видно з того факту, що його вплив на монетарну політику покращився порівняно з попередніми системами.
ЄЦБ також може використовувати коригування процентних ставок для впливу на обмінний курс євро. Обмінний курс визначається на двосторонній основі відносно інших валют. Якщо є більший інтерес до однієї країни порівняно з іншою, це привабить іноземний капітал і, отже, вартість валюти зросте. Завдяки режиму фіксованого валютного курсу в Данії рівень обмінного курсу завжди буде близьким до рівня єврозони, і тоді темпи інфляції також будуть подібними. Фіксований обмінний курс є відповідним інструментом для зниження інфляції. Зростання економічної активності може призвести до інфляції. Інфляція в економіці не обов’язково є шкідливою, оскільки вона може сприяти економічному зростанню та створювати коригування цін і заробітної плати. Є кілька привабливих елементів низького рівня інфляції, тоді як надто високий рівень інфляції в довгостроковій перспективі призведе до зростання цін через підвищення рівня зайнятості. Вищий рівень зайнятості та підвищення цін також призведуть до підвищення заробітної плати, що вплине на конкурентоспроможність фірми на міжнародних ринках. Коли фірми стають менш конкурентоспроможними, вони втрачають частку ринку, а це призведе до зростання безробіття. Зрештою, економіка буде в гіршому становищі через високий рівень безробіття лише з вищими цінами та зарплатами.
Крім підтримки низького рівня інфляції, збереження фіксованого обміну також є корисним з інших причин. Це може зменшити трансакційні витрати та невизначеність валютного курсу в міжнародній торгівлі. Зменшення коливань валюти зменшує невизначеність для трейдерів і, таким чином, стимулює міжнародну торгівлю.

## Історія

### Перші монетарні союзи в Данії (1873–1914)
5 травня 1873 року Данія та Швеція зафіксували свої валюти по відношенню до золота та утворили Скандинавський валютний союз. До цієї дати Данія використовувала данський rigsdaler, розділений на 96 rigsbank skilling. У 1875 році до цього союзу приєдналася Норвегія. Курс 2,48 крон за грам золота, або приблизно 0,403 грамів на крону було встановлено. Крона рівної вартості валютного союзу замінила три старі валюти за курсом 1 крона = ½ данського ріксдалера = ¼ норвезького спецідалера = 1 шведського риксдалера. Нова валюта стала законним платіжним засобом і була прийнята в усіх трьох країнах. Цей валютний союз проіснував до 1914 року, коли Перша світова війна поклала йому край. Але назва валют у кожній країні залишилася незмінною.

### Європейська валютна система та валютне співробітництво до євро
Крах Бреттон-Вудської системи дестабілізував європейські ринки та затримав бажання монетарної інтеграції в державах-членах Європейського економічного співтовариства. Бреттон-Вудська система була системою, де обмінні курси залишалися стабільними, а інфляція була під контролем. Долар був прив'язаний до золотого стандарту, і 14 європейських країн-учасниць стали конвертованими з доларом. У ЄС подальше валютне співробітництво та стабільні обмінні курси вважалися необхідними для сприяння створенню внутрішнього ринку. Доповідь Вернера була проєктом пропозиції в рамках ЄС щодо монетарної співпраці для сприяння розвитку внутрішнього ринку. Цей проєкт ґрунтувався на системі, де валюти всіх країн-учасниць уже були повністю конвертованими, а коли Бреттон-Вудська система розвалилася, не було центральної валюти, до якої можна було б прив’язати валюти, тому ідея монетарної інтеграції була відкладена. Першим кроком до більш інтегрованої валютної системи в Європі стала Базельська угода, яка створила Європейську валютну змію. Смітсонівська угода була міжнародною угодою поза рамками ЄС, яка забезпечила новий стандарт долара, до якого були прив’язані обмінні курси валют ЄЕС і в межах якого європейська валютна змія могла коливатися. Валютам все ще дозволялося коливатися в межах 2,25% від нового стандарту долара. Європейська валютна змія набула чинності 24 квітня 1972 року і була інструментом забезпечення монетарної стабільності. Оскільки валютна змія набула чинності під час процедури приєднання Данії, Сполученого Королівства та Ірландії, ці три валюти увійшли до системи 1 травня 1972 року. Незабаром після цього данська корона зазнала спекулятивних атак і була змушена відмовитися від системи, але через кілька місяців знову приєдналася. Смітсонівська угода розвалилася в 1973 році також через спекулятивні атаки, і США дозволили долару вільно плавати. Такий розвиток подій зробив нежиттєздатним підтримувати систему європейської валютної змії. Змієподібна співпраця зазнала негативного впливу зовнішнього тиску, наприклад нафтової кризи, слабкості долара та відмінностей економічної політики. Учасники були змушені покинути систему, а деякі навіть знову приєдналися, наприклад Данія. В останній рік дії змії її ареал охоплював лише Німеччину, країни Бенілюксу та Данію.
Наступною спробою створити монетарну стабільність в ЄЕС (сьогодні ЄС) була Європейська валютна система, яка була створена в 1979 році. На початку Данія була першою з 8 країн-учасниць EMS. EMS створила систему європейської валютної одиниці та механізм валютного курсу. Система встановила центральну ставку, а потім між членами встановили двосторонні ставки. EMS була схожа на Бреттон-Вудську систему, але офіційно не мала окремої валюти в центрі, але Німеччина стала домінувати у грошовій системі через розмір Німеччини порівняно з іншими країнами-учасницями та успіх їх центрального банку в контролі над інфляцією.
EMS забезпечувала стабільну систему, хоча все ще можна було мати регульовані обмінні курси, і уряд Данії використовував будь-яку можливість для девальвації валюти. Економіка Данії зазнала економічних проблем у 1980-х роках, і уряд запровадив кілька економічних реформ. Економічні проблеми були спровоковані всесвітньою рецесією в 1973-72 роках, яка була спричинена поєднанням вичерпання фордистського методу виробництва масового виробництва та споживання та підвищення цін на нафту через арабо-ізраїльську війну. Ці екзогенні шоки сильно вдарили по економіці Данії, а рецесія спричинила інфляційний тиск. У Данії спостерігалося зростання інфляції та безробіття. Інфляція продовжувала зростати через спроби фірм отримати прибуток шляхом підвищення цін, тоді як формальна система індексації заробітної плати підвищувала рівень заробітної плати. Найзначнішою реформою було рішення вибрати політику фіксованого обмінного курсу в 1982 році, і уряд припинив девальвацію данської валюти. Тоді валюта була прив’язана до німецької D-марки.
Наступним кроком європейської монетарної інтеграції став вступ до третього етапу ЄВС із прийняттям євро. Данія не вступатиме в третю фазу ЄВС разом з іншими країнами ЄС через відмову від ЄВС і, отже, не прийме спільну валюту. У 1998 році Данія уклала угоду з ЄС про участь у Механізмі обмінного курсу II з вузьким діапазоном коливань +/- 2,25 відсотка замість +/- 15 відсотків, що є стандартним діапазоном коливань у механізмі. Цю угоду було обговорено та завершено на Раді ECOFIN 25–27 вересня 1998 р. Основна відмінність між ERM та ERM II полягає в тому, що валюти, які беруть участь у системі ERM II, більше не пов’язані з двосторонніми паритетами з іншими валютами-учасниками, як це було в оригінальній системі ERM, а натомість прив’язані до євро.

### Документи до єврозони (1992–1999)
Маастрихтський договір 1992 року вимагав від країн-членів ЄС приєднатися до євро. Проте договір дав Данії право відмовитися від участі, що вони згодом і зробили після референдуму 2 червня 1992 року, на якому данці відхилили договір. Пізніше того ж року Данія домовилася про Единбурзьку угоду, згідно з якою Данії було надано додаткові права відмови, що призвело до прийняття Маастрихтської угоди на референдумі 18 травня 1993 року. Як наслідок, Данії не потрібно приєднуватися до єврозони. Однак Данія брала участь у другому етапі ЄВС, який вважався підготовчим етапом до введення євро. У рамках цього процесу Національний банк Данії брав участь у різних аспектах планування євро, оскільки він все ще вважався дуже важливим для майбутньої економічної політики Данії. Відповідно до історії, опублікованої центральним банком, «по-перше, було важливо створити міцну основу для цінової стабільності в єврозоні, зробивши її відповідним якорем для данської політики фіксованого обмінного курсу. По-друге, Данія була зацікавлена в розробці доцільної структури обмінного курсового співробітництва між країнами-членами єврозони та країнами поза єврозоною. По-третє, Данія мала загальний інтерес у формулюванні основних правил для Етапу 3 ЄВС, щоб гарантувати, що Данія зможе прийняти єдину валюту на більш пізньому етапі на тих самих умовах, які застосовуються до початкових держав-членів єврозони".

### Єврореферендум (2000)
Референдум, який відбувся 28 вересня 2000 року, відхилив членство в єврозоні. У ньому взяли участь 87,6% виборців, з яких 46,8% проголосували «за», 53,2% — «проти». Більшість політичних партій, медіа-організацій та економічних діячів у Данії проводили кампанію на користь прийняття євро. Проте кілька великих партій виступили проти. Якби голосування було позитивним, Данія приєдналася б до єврозони 1 січня 2002 року та ввела б банкноти та монети в 2004 році. Безпосередньо напередодні референдуму відбулося значне ослаблення євро по відношенню до долара США. Деякі аналітики вважають, що це призвело до загального ослаблення довіри до нової валюти, що безпосередньо сприяло її відмові. У банку вважають, що дискусія була «забарвлена думкою, що завдяки своїй політиці фіксованого обмінного курсу Данія вже скористалася деякими перевагами приєднання до зони євро».

### Можливий другий єврореферендум

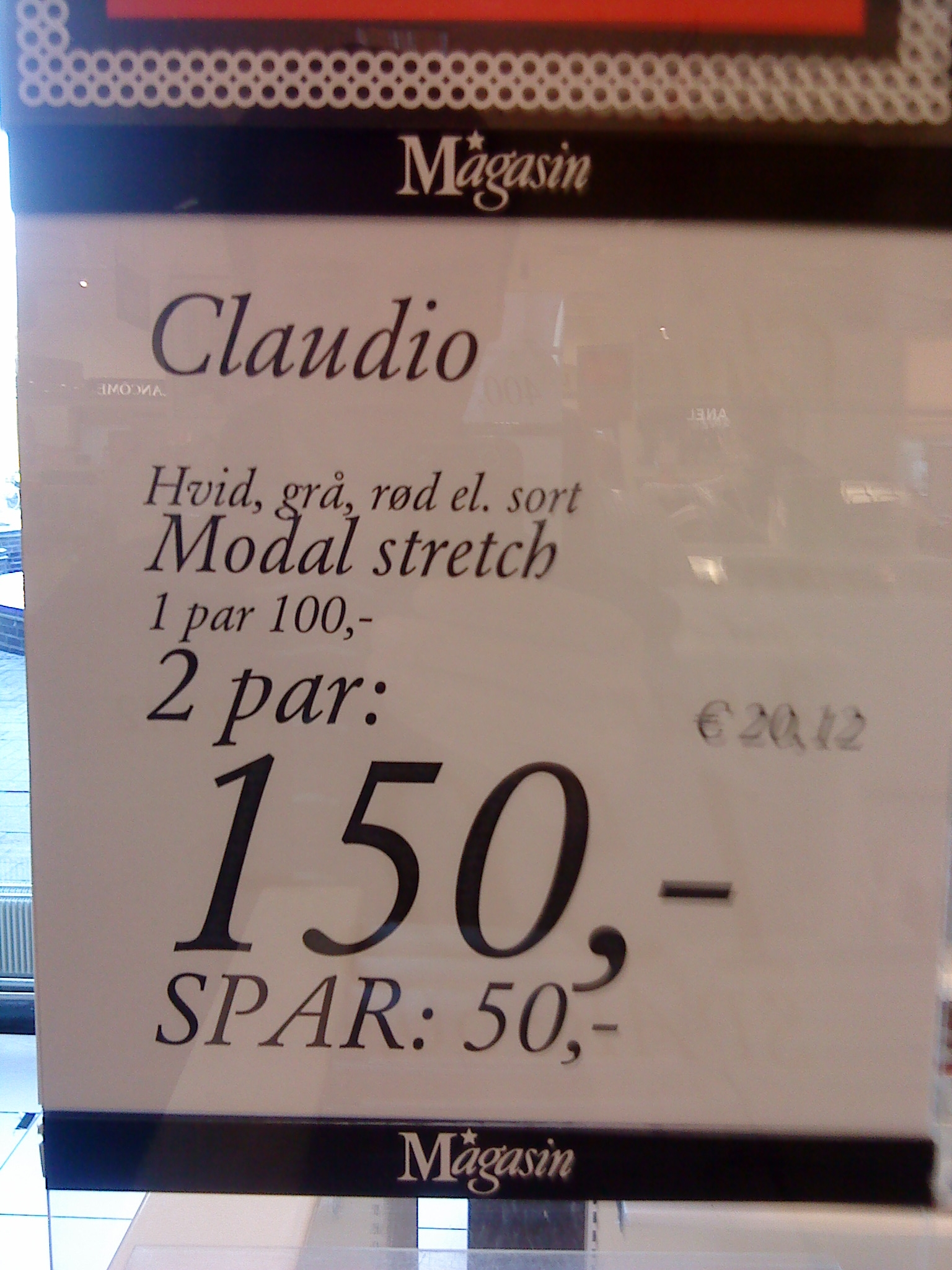
Подвійні ціни крони та євро в магазині (2009)

22 листопада 2007 року щойно переобраний уряд Данії оголосив про свій намір провести новий референдум щодо скасування чотирьох винятків, включаючи звільнення від євро, до 2011 року. Було незрозуміло, чи будуть люди голосувати за кожне звільнення окремо, чи люди будуть голосувати за всі разом. Однак невизначеність, як щодо стабільності євро, так і щодо встановлення нових політичних структур на рівні ЄС, спершу в результаті вибуху фінансової кризи, а потім і пов’язаної з нею кризи європейського державного боргу, спонукала уряд до перенести референдум на дату після завершення повноважень законодавчого органу. Коли новий уряд прийшов до влади у вересні 2011 року, вони окреслили у своєму урядовому маніфесті, що єврореферендум не проводитиметься протягом чотирирічного терміну його повноважень через постійну поширеність цієї невизначеності.
Під час виборів до Європейського парламенту в 2014 році група проєвропейських данських партій (Venstre, Conservative, Social Democrats і Radikale Venstre) колективно стверджувала, що майбутній єврореферендум не відбудеться, доки «пил розвитку не зійде». відійшли від створення кількох європейських ініціатив з реагування на боргову кризу (включно зі створенням Банківського союзу та пакету пропозицій Комісії щодо створення зміцненого справжнього ЄВС, який ще знаходиться на стадії розробки). Коли новий уряд на чолі з Венстре прийшов до влади в червні 2015 року, їхній урядовий маніфест не включав жодних планів щодо проведення  законодавчого терміну.
Були деякі припущення, що результат референдуму в Данії вплине на дебати щодо євро у Швеції.

### Використання сьогодні
Євро можна використовувати в деяких місцях Данії, зазвичай у місцях, призначених для обслуговування туристів, таких як музеї, аеропорти та магазини з великою кількістю іноземних відвідувачів. Однак здача зазвичай видається в кронах. Подвійні ціни крони/євро використовуються на всіх поромах між Данією та Німеччиною.
10 січня 2020 року банкнота номіналом 500 євро була виведена з обігу в Данії в рамках боротьби з відмиванням грошей і фінансуванням тероризму, що означає «роздачу, передачу, обмін, використання для оплати або передачу» банкноти в Данія була визнана незаконною. На той час банкнота коштувала 3737 данських крон (DKK), що більш ніж у три рази перевищувало найвищий номінал національної валюти, банкноту в тисячу крон. Європейський центральний банк припинив випуск банкнот у 2019 році, але критикував закон. У висновку, опублікованому в лютому 2019 року, він стверджував, що це суперечить принципу «щирої співпраці», викладеному в статті IV Договору про Європейський Союз, і зазначив, що не планується заборона на інші грошові одиниці високої вартості, такі як найвища банкнота швейцарського франка вартістю понад 6500 данських крон на той час.

## Наслідки прийняття євро
Якщо Данія прийме євро, грошово-кредитна політика буде передана від Danmarks Nationalbank до ЄСЦБ. Теоретично це обмежило б здатність Данії проводити незалежну монетарну політику. Проте дослідження історії монетарної політики Данії показує, що «хоч у Данії немає єдиної валюти, її центральний банк завжди відстежував зміни, внесені ЄСЦБ».
Однак, хоча Данія не є країною єврозони, вона не має представництва в ЄСЦБ. Це спонукало колишнього прем’єр-міністра Андерса Фог Расмуссена підтримати прийняття євро: «Де-факто Данія бере участь у єврозоні, але не має місця за столом, де приймаються рішення, і це політична проблема». Крім того, ЄСЦБ не захищає обмінний курс данської крони. Це робить Danmarks Nationalbank та уряд Данії. Під час кризи невеликій країні може бути важко захистити свій обмінний курс.
Очікувані практичні переваги прийняття євро – це зниження витрат на операції з єврозоною, краща прозорість зовнішніх ринків для данських споживачів і, що більш важливо, зниження процентних ставок, що позитивно впливає на зростання. Однак, приєднавшись до євро, Данія відмовиться від можливості прийняти монетарну політику, відмінну від ЄЦБ. Якщо колись економічна криза вразить країну, їй доведеться покладатися лише на фіскальну політику та реформи ринку праці. 
Після кризи європейського суверенного боргу 2010 року європейські лідери заснували Європейський фонд фінансової стабільності (EFSF), який є механізмом спеціального призначення, спрямованим на збереження фінансової стабільності в Європі шляхом надання фінансової допомоги державам єврозони, які перебувають у скрутному становищі. Він має дві частини. Перша частина розширюється на 60 євро мільярд стабілізаційного фонду (Європейський механізм фінансової стабілізації). Усі країни ЄС роблять внески до цього фонду на пропорційній основі, незалежно від того, є вони країнами єврозони чи ні. Друга частина вартістю 440 євро мільярд складається з державних позик для підвищення довіри ринку. Усі економіки єврозони братимуть участь у фінансуванні цього механізму, тоді як інші члени ЄС можуть вибирати, чи брати участь. На відміну від Швеції та Польщі, Данія відмовилася допомогти у фінансуванні цієї частини EFSF. Якби Данія приєдналася до єврозони, вона була б зобов’язана допомогти у фінансуванні другої частини.

## Громадська думка

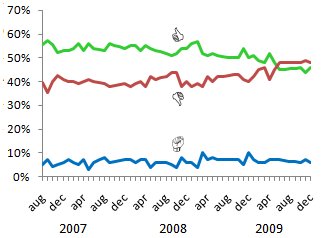
Думка євро в Данії з серпня 2006 року Børsen.
зелений – підтримка прийняття євро
червоний – проти прийняття євро
синій – не визначилися

Курс DKK-EUR з 1999 року

Було проведено численні опитування щодо того, чи слід Данії скасувати крону та приєднатися до євро. Фактичні формулювання запитань відрізнялися. У 2008 і 2009 роках вони загалом, але не завжди, виявляли підтримку серед датчан щодо прийняття євро. Починаючи з 2011 року опитування демонструють незмінну опозицію більшості щодо приєднання до єврозони.

## Данські установчі країни
Фарерські острови наразі використовують фарерську крону, локалізовану версію данської крони, але юридично ту саму валюту. Такі купюри зазвичай не приймаються в магазинах у власне Данії чи пунктах обміну іноземної валюти, а обмінюються 1:1 у банках Данії. Зараз Гренландія використовує звичайні данські крони, але розглядає можливість запровадження власної валюти, гренландської крони, за системою, подібною до фарерської. Обидва продовжують використовувати данські монети.
Залишається незрозумілим, чи приймуть Ґренландія та Фарерські острови євро, якщо Данія вирішить це зробити. Обидва є частинами Королівства Данія, але залишаються поза ЄС. З цієї причини вони зазвичай не беруть участі в референдумах щодо ЄС.

## Можливий дизайн монети євро
Перед данським референдумом 2000 року з цього питання Міністерство економіки звернулося до Національного банку Данії та Королівського монетного двору з проханням запропонувати можливі дизайни майбутніх данських монет євро. Запропонований дизайн ґрунтувався на дизайнах данських монет номіналом 10 і 20 крон із зображенням королеви Маргрете II на лицьовій стороні, а також на монетах номіналом 25 і 50 оре, із зображенням тильної сторони (корона) на передній частині. монети євро.